# جون توماس (نحات)
جون توماس (بالإنجليزية: John Evan Thomas)‏ (و. 1810 – 1873 م) هو نحات من ويلز، والمملكة المتحدة لبريطانيا العظمى وأيرلندا، ولد في بريكون، توفي في لندن، عن عمر يناهز 63 عاماً.